# 컷아웃 애니메이션
컷아웃 애니메이션(cutout animation)은 종이, 카드, 뻣뻣한 천, 사진 등의 재료로 잘라낸 평면 캐릭터, 소품, 배경을 사용한 스톱 모션 애니메이션의 한 형태이다. 세계에서 가장 오래된 애니메이션 장편 영화는 로테 라이니거가 제작한 세계적인 애니메이션 장편 영화인 "아흐메드 왕자의 모험"(1926)와 함께 퀴리노 크리스티아니가 아르헨티나에서 제작한 컷아웃 애니메이션이다.